# Louhanske
Louhanske (en ukrainien : Луганське, en russe : Луганское, Louganskoïe) est une commune urbaine de l'est de l'Ukraine, dans l'oblast de Donetsk, dépendante du raïon de Bakhmout. Elle était peuplée de 2163 habitants en 2019.

## Géographie
La commune se situe sur la rive sud de la rivière Louhan, un affluent de la rivière Donets dans le bassin hydrographique du fleuve Don. Assise à 147 mètres d'altitude, elle se trouve au bord du Réservoir de Myrovinske. Elle est limitrophe de la commune urbaine de Myronivskyi. Elle se trouve à 59 km au nord-est de la ville de Donetsk.